# エマヌエーラ・ピエラントッツィ
エマヌエーラ・ピエラントッツィ（Emanuela Pierantozzi 、1968年8月22日 - ）は、イタリアのボローニャ出身の柔道選手。現役時代は66kg級及び78kg級の選手。。

## 人物
1989年の世界選手権では決勝で日本の佐々木光を破って優勝した。1991年の世界選手権では決勝でキューバのオダリス・レベを破り2連覇を果たした。翌年の1992年バルセロナオリンピックでは決勝でレベに敗れて2位に終わった。1996年アトランタオリンピックでは初戦で敗れた。1997年の世界選手権では3位となった。その後、階級を78kg級に上げて、2000年シドニーオリンピックでは初戦で日本の阿武教子を指導で破るなどして3位となった。

## 主な戦績
(66kg級での成績)
- 1988年 - フランス国際　3位
- 1988年 - ヨーロッパ選手権　2位
- 1988年 - 世界学生　66kg級　3位　無差別　3位
- 1989年 - フランス国際　優勝
- 1989年 - ヨーロッパ選手権　優勝
- 1989年 - 世界選手権　優勝
- 1989年 - 福岡国際　優勝
- 1990年 - ヨーロッパ選手権　3位
- 1990年 - 世界学生　優勝
- 1991年 - フランス国際　優勝
- 1991年 - ヨーロッパ選手権　3位
- 1991年 - 世界選手権　優勝
- 1992年 - ヨーロッパ選手権　優勝
- 1992年 - バルセロナオリンピック　2位
- 1993年 - ヨーロッパ選手権　3位
- 1995年 - ドイツ国際　2位
- 1995年 - ヨーロッパ選手権　2位
- 1996年 - ロシア国際　優勝
- 1996年 - ドイツ国際　2位
- 1996年 - ヨーロッパ選手権　2位
- 1996年 - 世界学生　優勝
- 1997年 - 地中海競技大会　優勝
- 1997年 - 世界選手権　3位

(これ以降は78kg級での成績)
- 1999年 - フランス国際　優勝
- 1999年 - ドイツ国際　3位
- 2000年 - ブルガリア国際　優勝
- 2000年 - ハンガリー国際　2位
- 2000年 - シドニーオリンピック　3位